# Игуменова, Светлана Юрьевна
Светлана Юрьевна Игуменова (род. 11 марта 1988) — российская тхэквондистка.
Присвоенное звание: заслуженный спортсмен России

## Карьера
Воспитанник воронежской школы тхэквондо. Тренируется у Р. А. Ходина.
В 2005 году стала чемпионкой Европы среди молодёжи.
Бронзовый призёр чемпионата Европы 2014 года, бронзовый призёр чемпионата мира 2015 года.
Победитель и призёр ряда международных турниров, в том числе Открытого чемпионата Германии (2010 г, 1 место; 2011 г, 2 место; 2013 г, 2 место), открытого чемпионата Израиля (2011 г, 1 место).